# Arttu Wiskari
Arttu-Pekka Aleksi Wiskari, född 16 september 1984 i Esbo, är en finländsk sångare och låtskrivare. Hans största hit är singlen "Mökkitie", som gavs ut sommaren 2010. 
Wiskari har även varit skådespelare i finska indiefilmer, som t.ex. Graffiti meissä (2006) och Mitä meistä tuli (2009). I oktober 2010 grundade han ett eget företag, som heter AW-Groove. Han har bott hela sitt liv i Esbo. Som ung spelade han fotboll och ishockey.
Han började sjunga i gymnasiet. Wiskari är gift med Pauliina Hyöki, de har två barn.
Andra kända låtar av Wiskari är Tuntematon potilas (2011), Tässäkö tää oli (2020) och Monaco (2024). Han har också varit domare i Voice of Finland.